# Alfred Cuthbert
Alfred Cuthbert, född 23 december 1785 i Savannah, Georgia, död 9 juli 1856 i Jasper County, Georgia, var en amerikansk politiker. Han representerade delstaten Georgia i båda kamrarna av USA:s kongress, först i representanthuset 1813-1816 samt 1821-1827 och sedan i senaten 1835-1843.
Cuthbert studerade juridik och men bestämde sig för att inte arbeta som advokat trots att han avlade advokatexamen (bar examination).
Kongressledamoten William Wyatt Bibb avgick 1813 för att tillträda som senator. Demokrat-republikanen Cuthbert fyllnadsvaldes till representanthuset och omvaldes 1814. Han avgick 1816 och efterträddes av Zadock Cook.
Cuthbert efterträdde sedan 1821 Thomas W. Cobb som kongressledamot. Han omvaldes 1822 och 1824. Han kandiderade inte till omval i kongressvalet 1826.
Senator John Forsyth avgick 1834 för att tillträda som utrikesminister. Cuthbert, som hade gått med i demokraterna, tillträdde som senator för Georgia i januari 1835. Han efterträddes 1843 av Walter T. Colquitt.
Cuthberts grav finns på Summerville Cemetery i Augusta, Georgia.